# 巴黎第八区
巴黎第八区是法国首都巴黎市的20个区之一。

## 地理

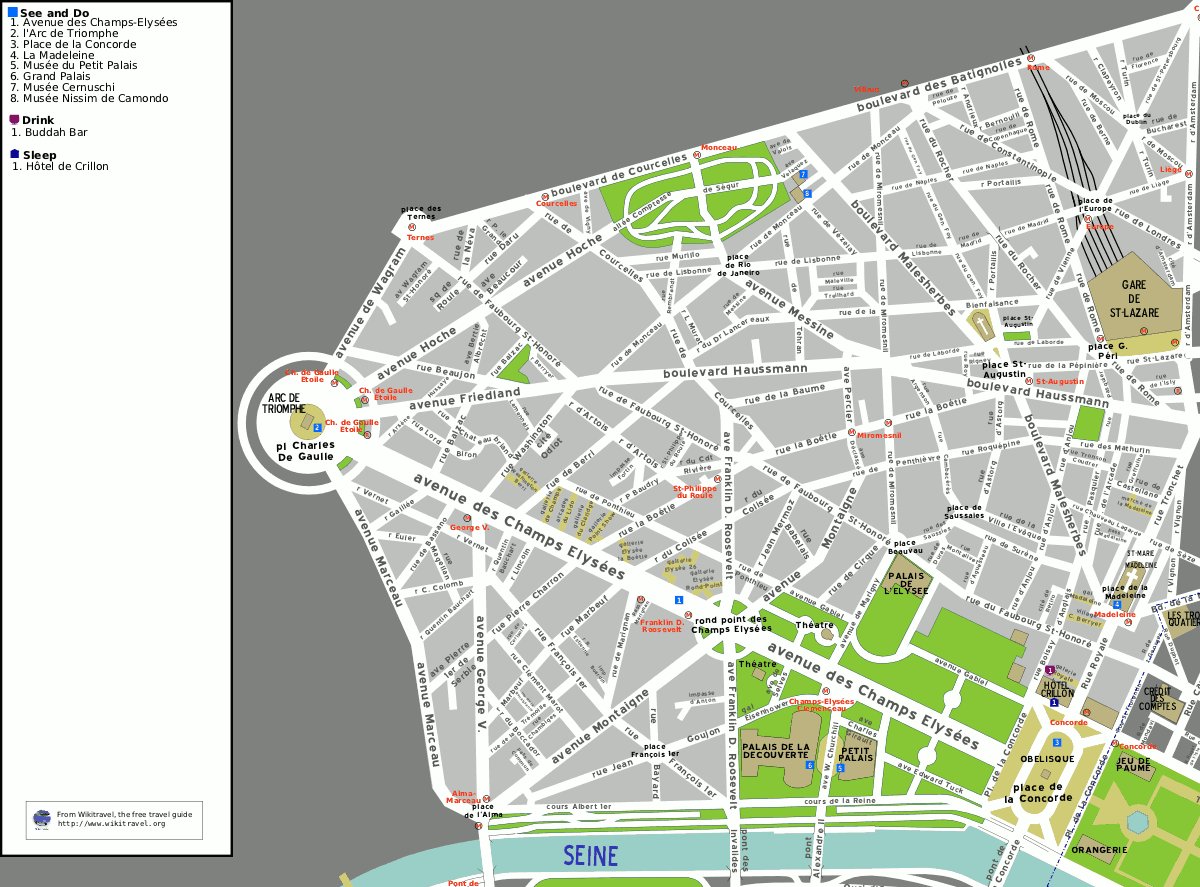
巴黎第八区地图

第八区位于塞纳河的右岸，以巴黎歌剧院为中心的地区，和第二区、第九区一起构成巴黎主要的商业区。根据1999年统计，该区的工作岗位多于巴黎其他各区。该区拥有众多名胜，包括香榭丽舍大街、凯旋门和协和广场，以及法国总统府爱丽舍宫。
该区的面积为3.881 km²。

## 人口
该区的人口峰值出现于1891年，当时有107,485居民。此后，该区主要为商业区，居住功能下降。1999年，人口只有39,314，而容纳的工作岗位达到171,444。

### 历史上的人口
| 年份            | 人口    | 密度 （人/km²） |
| --------------- | ------- | --------------- |
| 1872年          | 75,796  | 19,535          |
| 1891年 （峰值） | 107,485 | 27,695          |
| 1954年          | 80,827  | 20,832          |
| 1962年          | 74,577  | 19,216          |
| 1968年          | 67,897  | 17,495          |
| 1975年          | 52,999  | 13,656          |
| 1982年          | 46,403  | 11,956          |
| 1990年          | 40,814  | 10,516          |
| 1999年          | 39,314  | 10,130          |
| 2005年 estimate | 38,700  | 9,972           |

## 市容

### 名胜
- 马德莱娜教堂
- 巴黎圣奥古斯丁教堂
- 爱丽舍宫
- 凯旋门
- 雅克玛尔·安德烈博物馆（Musée Jacquemart-André）
- 卡蒙多·尼西博物馆（Musée Nissim de Camondo）
- 塞努齐博物馆（Musée Cernuschi）
- 香榭丽舍剧院（Théâtre des Champs-Élysées）
- 大皇宫（Grand Palais）
- 小皇宫（Petit Palais）
- 克里雍大饭店（Hôtel de Crillon）
- 圣拉扎尔车站（Gare Saint-Lazare）
- 亚历山大三世桥（Pont Alexandre III）
- 蒙梭公园（Parc Monceau）
- 海軍府（Hôtel de la Marine）

### 街道与广场
- 香榭丽舍大街
- 戴高乐广场、巴黎凯旋门（部分）
- 协和广场
- 圣奥诺雷市郊路（Rue du Faubourg Saint-Honoré）
- 奥斯曼大道伸入第九区
- 皮埃尔查伦街（英语：Rue Pierre Charron, Paris）